# NGC 5800
NGC 5800 ist ein offener Sternhaufen (Typdefinition „OCL“) im Sternbild Wolf. Er wurde am 8. Juli 1834 von John Herschel mit einem 18-Zoll-Spiegelteleskop entdeckt, der dabei „a pL cluster VII class; coarse, not comp, chief double star taken“ notierte.